# Arvi Pohjanpää
Pour les articles homonymes, voir Pohjanpää.
Arvi Pohjanpää, né le 10 juillet 1887 à Helsinki et mort le 21 décembre 1959 dans la même ville, est un gymnaste artistique finlandais.

## Carrière
Arvi Pohjanpää participe aux Jeux olympiques de 1908 à Londres où il est médaillé de bronze du concours général par équipes.